# Filippinerne ved sommer-OL 2020
Filippinerne deltog under Sommer-OL 2020 i Tokyo,  som bliver afviklet i perioden 23. juli til 8. august 2021.

## Medaljer
| 2020 Tokyo   | Guld | Sølv | Bronze | Total |
| Filippinerne | 1    | 1    | 1      | 3     |

### Medaljevinderne
| Filippinerne under sommer-OL 2020 i Tokyo | Filippinerne under sommer-OL 2020 i Tokyo | Filippinerne under sommer-OL 2020 i Tokyo | Filippinerne under sommer-OL 2020 i Tokyo | Filippinerne under sommer-OL 2020 i Tokyo |
| Medalje                                   | Navn                                      | Sport                                     | Event                                     | Dato                                      |
| ----------------------------------------- | ----------------------------------------- | ----------------------------------------- | ----------------------------------------- | ----------------------------------------- |
| Guld                                      | Hidilyn Diaz                              | Vægtløftning                              | Kvinders 55 kg                            | 26. juli                                  |
| Sølv                                      | Nesthy Petecio                            | Boksning                                  | Damernes fjervægt                         | 3. august                                 |
| Sølv                                      | Carlo Paalam                              | Boksning                                  | Herrernes fluevægt                        | 7. august                                 |
| Bronze                                    | Eumir Marcial                             | Boksning                                  | Mellemvægt                                | 5. august                                 |